# Thanjavur
Thanjavur (Tàmil: தஞ்சாவூர் Tañcāvūr), més comneguda pel seu nom anglès de Tanjore, és una ciutat i municipalitat de Tamil Nadu, capital del districte de Tanjore. Consta al cens del 2001 amb 221.185 habitants (el 1901 eren 57.870). Està situada a 10° 48′ N, 79° 09′ E / 10.8°N,79.15°E
Capital d'un nayak i després d'una nissaga maratha, fou assetjada per Chanda Sahib el 1749 i pel francès Lally el 1758. El coronel Smith la va conquerir el 1773. El raja va cedir el país als britànics però va conservar la ciutat i fortalesa. Va passar per lapse als britànics el 1855. El 1860 fou declarada capital del districte i el 1866 es va formar la municipalitat.